# جوئل تاگوئو
جوئل تاگوئو (انگلیسی: Diederrick Joel Tagueu؛ زادهٔ ۶ دسامبر ۱۹۹۳) بازیکن فوتبال اهل کامرون است.
از باشگاه‌هایی که در آن بازی کرده‌است می‌توان به باشگاه ورزشی کروزیرو، باشگاه فوتبال سانتوس، و باشگاه فوتبال کوریتیبا اشاره کرد. وی در حال حاضر کاپیتان اول باشگاه فوتبال ماریتیمو است.
وی همچنین در تیم‌های ملی فوتبال زیر ۲۰ سال کامرون و کامرون بازی کرده‌است.

## تیم ملی
او از سال ۲۰۱۸ عضوی از تیم ملی فوتبال کامرون است اما به علت نارسایی قلبی حضور در جام ملت‌های آفریقا ۲۰۱۹ را از دست داد.